# Oakview-Nationalpark
Der Oakview-Nationalpark (englisch Oakview National Park) ist ein 35 Quadratkilometer großer Nationalpark in Queensland, Australien.

## Lage
Er liegt in der Region Wide Bay-Burnett und befindet sich 160 Kilometer nördlich von Brisbane und 110 Kilometer südlich von Hervey Bay. Auf der Straße von Gympie nach Goomeri zweigt 8 Kilometer vor Kilkivan eine Straße nach Süden, Richtung Nationalpark ab. Im Park selbst gibt es weder Straßen noch Besuchereinrichtungen.
In der Nachbarschaft liegen der Mudlo-, Wrattens- und der Glastonbury-Nationalpark.

## Flora und Fauna
Der Park schützt bis über 600 Meter hoch gelegenen Monsunwald und offenen Eukalyptuswald. Das Gebiet ist ein Rückzugsgebiet für einige als gefährdet eingestufte Tiere und Pflanzen, darunter das Schwarzbrust-Laufhühnchen (Turnix melanogaster), der Cascade Tree Frog und der Giant Ironwood (Choricarpia subargentea).
Der etwa 10 Zentimeter lange Oakview Leaf-tailed Gecko (Phyllurus kabikabi) kommt nur auf dem Gebiet des Nationalparks vor.